# Botschaft Ugandas in Berlin

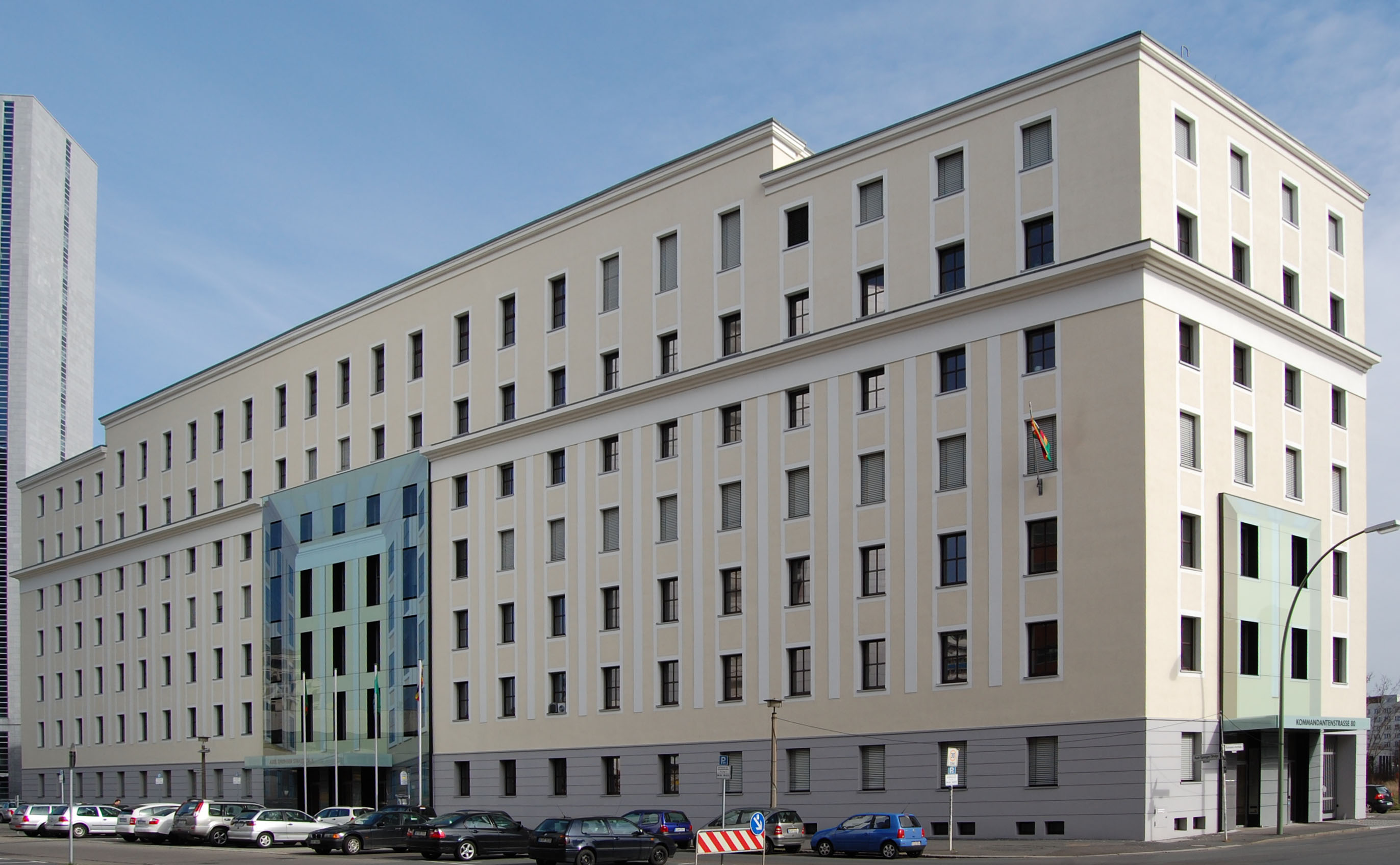
Botschaft in der Axel-Springer-Straße

Die Botschaft Ugandas in Berlin ist die diplomatische Vertretung der Republik Uganda in Deutschland. Sie befindet sich in der Axel-Springer-Straße 54a im Ortsteil Mitte des gleichnamigen Bezirks.
Botschafter ist seit dem 22. August 2022 Stephen Mubiru.
Uganda unterhält Honorarkonsulate in Hamburg, Leipzig und München.

## Geschichte der diplomatischen Beziehungen
Am 9. Oktober 1962 nahmen Uganda und die Bundesrepublik Deutschland diplomatische Beziehungen auf. Die Botschaft befand sich in der Dürenstraße 44 in Bonn. Aufgrund des Umzugs von Bundestag und Regierung nach Berlin verlegte auch die Botschaft Ugandas ihren Sitz in die neue deutsche Hauptstadt.
Seit dem 5. Januar 1973 bestanden diplomatische Beziehungen zwischen Uganda und der DDR. Sie endeten mit der deutschen Wiedervereinigung im Jahr 1990. Der Botschafter Ugandas in Moskau war in der DDR zweitakkreditiert.

## Gebäude
Die Botschaft Ugandas befindet sich gemeinsam mit der Botschaft Sambias im ehemaligen Verlagshaus des DDR-Schulbuchverlags Volk und Wissen in der Axel-Springer-Straße 54a. Das Gebäude wurde Anfang der 1950er Jahre errichtet und 1975 um das fünfte und sechste Geschoss ergänzt. 1994 wurde die Fassade neu gestaltet.